# Enrico Macias
Enrico Macias, geboren als Gaston Ghrenassia, (Constantine, Frans-Algerije, 11 december 1938) is een Frans zanger, muzikant en componist.

## Biografie
Macias is geboren in de Algerijnse stad Constantine en is van Sefardisch Joods-Algerijnse afkomst. Zijn vader Sylvain Ghrenassia (1914-2004) was violist in een orkest. Van kinds af aan speelde Gaston gitaar. Na de Algerijnse Onafhankelijkheidsoorlog was de situatie voor vele joden in het land onhoudbaar. In 1961 werden Cheikh Raymond, in wiens orkest Gaston speelde, en zijn schoonvader vermoord. Op 29 juli 1961 verlieten Gaston en zijn vrouw Suzy dan het land om zich in Frankrijk te vestigen.
Nadat hij eerst in Argenteuil had gewoond, verhuisde hij naar Parijs en besloot hij zijn carrière in de muziek te maken. Hij nam de artiestennaam Enrico Macias aan en in 1962 bracht hij "Adieu mon pays" uit, een lied over het afscheid van zijn vaderland. Hij toerde door vele landen en werd ook populair in Israël en Turkije. Nadat hij enkele jaren verbannen werd uit Arabische landen werd hij door de Egyptische president Anwar Sadat uitgenodigd om te komen optreden voor 20.000 toeschouwers. Na de moord op Sadat schreef hij het lied "Un Berger vient de tomber". Enkele van zijn grootste hits zijn "Paris, tu m'as pris dans tes bras", "La femme de mon ami", "Non je n'ai pas oublié", "La France de mon enfance", "Les gens du nord" en "Les filles de mon pays".
In 2007 probeerde hij naar Algerije terug te keren aan de zijde van president Nicolas Sarkozy, maar dit stuitte op hevig verzet in dat land, waar hij persona non grata is omdat hij openlijk pro-Israël is. In 2008 overleed zijn vrouw Suzy, met wie hij twee kinderen kreeg; Jocya (1964) en Jean-Claude (1969).
In 2019 speelde hij zichzelf in de Franse Netflix-serie Family Business.

## Discografie

### Albums
- 1968: Olympia '68
- 1983: Deux ailes et trois plumes
- 1984: Générosité
- 1987: Enrico
- 1989: Le vent du sud
- 1991: Enrico
- 1992: Mon chanteur préferé
- 1993: Suzy
- 1994: La France de mon enfance
- 1995: Et Johnny Chante L'amour
- 1999: Aie Aie Aie Je T'Aime
- 1999: Hommage à Cheikh Raymond
- 2003: Oranges amères
- 2005: Chanter
- 2006: La Vie populaire
- 2011: Voyage d'une mélodie
- 2012: Venez tous mes amis!
- 2016: Les clefs
- 2019: Enrico Macias & Al orchestra